# 賀忠義

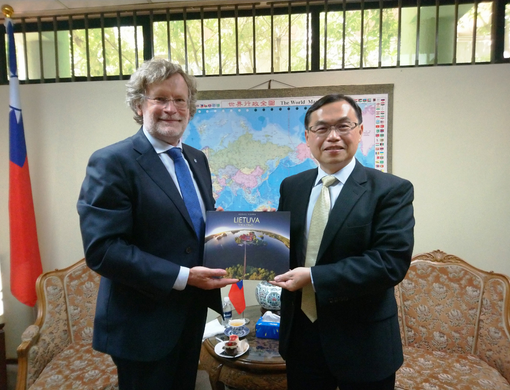
2022年1月，駐南非代表賀忠義會見立陶宛駐南非大使戴紐斯·朱維丘斯。

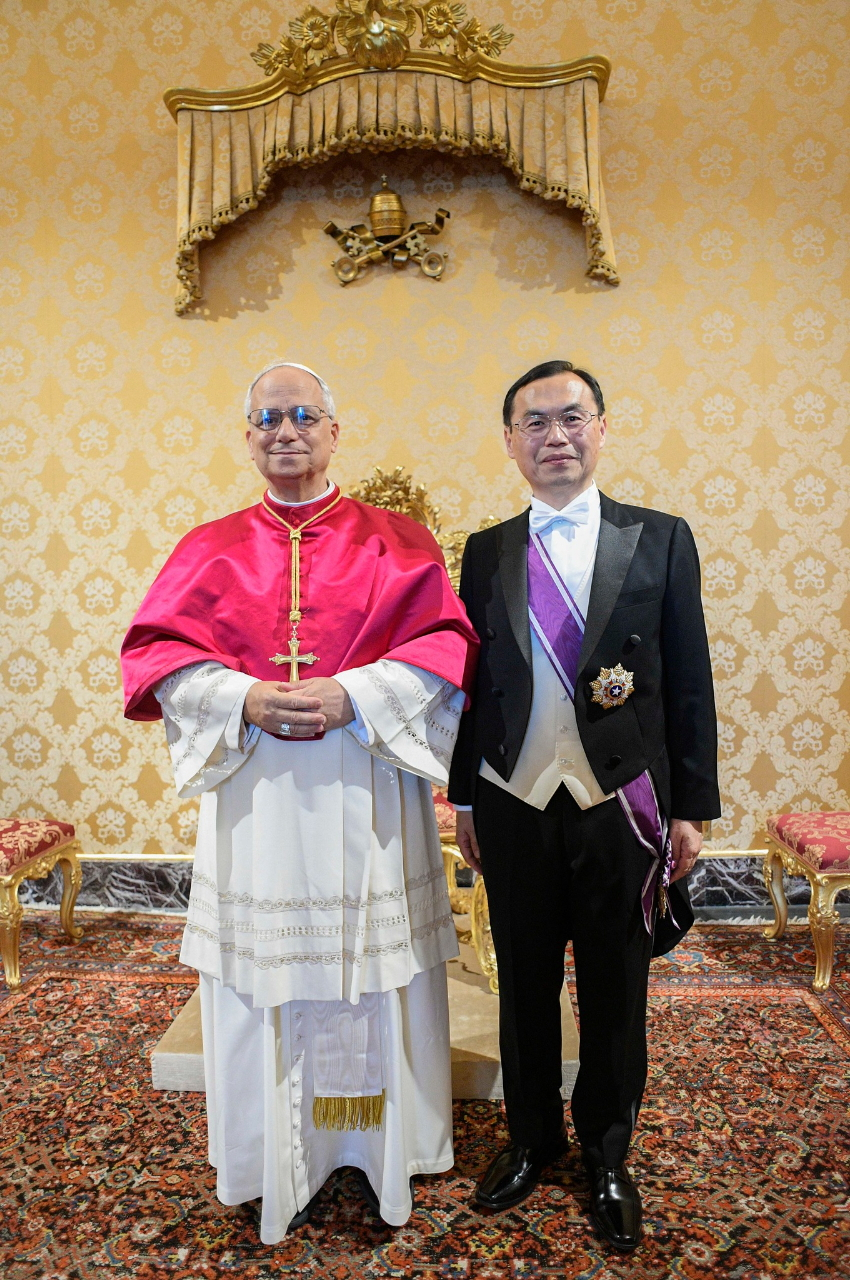
2025年7月，駐教廷大使賀忠義向教宗良十四世呈遞到任国书後合影。

賀忠義，中華民國外交官、政府官員。畢業於國立臺灣大學政治學系國際關係組學士、哈佛大學甘迺迪政府學院公共政策碩士。曾任外交部非洲司／亞東太平洋司第二科長、駐菲律賓臺北經濟文化辦事處簡任一等秘書、駐美國臺北經濟文化代表處國會組副組長、國家安全會議副秘書長辦公室主任、總統府新南向政策辦公室副參事、外交部外交及國際事務學院主任秘書、駐南非共和國臺北聯絡代表處大使銜代表、外交部亞西及非洲司長等職務，現任駐教廷大使。

## 職業生涯
2021年11月、12月，南非前總統戴克拉克、聖公會開普敦教區榮休大主教屠圖相繼逝世，駐南非代表賀忠義代表中華民國政府與人民向其家屬與南非政府表達誠摯哀悼。
2021年12月，駐南非代表賀忠義前往南非最大黑人城鎮索韦托，贈送貧困弱勢居民食物包與日用品，由該區選出的國會議員姆巴漢尼代表接受，約翰尼斯堡市議會議長達-加瑪、前公共安全局長孫耀亨等人出席見證。